# Лигури
Лигури су били антички индоевропски народ, који је говорио лигурским језиком. Настањивали су подручје данашње регије Лигурија, на северозападу данашње Италије. Лигурски језик је био индоевропски и имао је сличности са италским и келтским језицима. 